# We Are Chaos
Albums de Marilyn Manson
Heaven Upside Down
(2017) One Assassination Under God - Chapter 1
(2024)
We Are Chaos est le onzième album studio de Marilyn Manson, sorti le 11 septembre 2020 par le label Loma Vista Recordings.

## Développement
Le projet est annoncé par Marilyn Manson en janvier 2019, à l'occasion de son cinquantième anniversaire.
À la suite des accusations de viol et de sadisme à l'encontre du chanteur survenues dès le 1er février 2021, la maison de disque Loma Vista (en) annonce la rupture de tout contrat avec lui, laissant ainsi en suspens la promotion de l'album.

## Track Listing
1. Red Black and Blue
2. We Are Chaos
3. Don’t Chase the Dead
4. Paint You With My Love
5. Half‐way & One Step Forward
6. Infinite Darkness
7. Perfume
8. Keep My Head Together
9. Solve Coagula
10. Broken Needle

## Crédits
- Marilyn Manson : chanteur, compositeur
- Shooter Jennings : parolier, compositeur
- Juan Alderete : bassiste
- Jamie Douglass : batteur
- Ted Russell Kamp : bassiste
- Brandon Pertzborn : batteur
- Aubrey Richmond : violonniste
- John Schreffler : guitariste, pedal steel guitar
- Paul Wiley : guitariste

## Clips
Le 29 juillet 2020, le clip de We Are Chaos est mis en ligne sur la chaîne YouTube officielle de Marilyn Manson.
Le 24 septembre 2020, est publié le clip de Don't Chase the Dead.